# Jujubier sauvage
Ziziphus lotus
Espèce
Classification phylogénétique
Le jujubier sauvage, jujubier de Berbérie, jujubier lotus, ou également jujubier des Lotophages (Ziziphus lotus parfois orthographié « Zizyphus lotus »), est une espèce de plantes à fleurs de la famille des Rhamnaceae. Son nom est donné en référence à l'antique peuple imaginaire des Lotophages (mangeurs de lotos) décrit par Homère, Polybe et Hérodote, qui habitait une île de la côte est tunisienne (on désigne souvent Djerba, ce pourrait être aussi une île du golfe de Gabès), endroit où le lotos est le meilleur d'après Théophraste. En 1790, le botaniste René Desfontaines (à qui la plante doit son nom botanique) démontra sur un faisceau d'indices que le lotos ancien était cette unique jujube méditerranéenne, comme on le supposait depuis longtemps. L'intérêt pour ce peuple avait été suscité par un bref passage de l’Odyssée dans lequel Homère décrit les Lotophages vivant heureux en consommant ce fruit qui avait le pouvoir de faire oublier jusqu'à l'amour de leur patrie aux marins d'Ulysse.
Ziziphus lotus est encore cultivé en Sicile et dans le sud du Portugal et de l'Espagne. Il est utilisé comme porte-greffe du Ziziphus jujuba ou en buisson épineux pour former des haies défensives. Il est bien adapté à son milieu naturel, notamment son système de racines capable d'aller chercher l'eau à plus de 50 m. de profondeur. Il supporte des conditions sévères de sécheresse, de vent et d'ensoleillement.
Il donne de nombreux petits fruits, qui sont des drupes sphériques de la taille d'une prunelle, appelés jujube lotus qui se consomment en sur-maturité en octobre. Leur goût évoque la pomme confite et leur texture, la datte. On fait des fruits écrasés et mélangés à l'eau une boisson fermentée, et des fruits secs une farine.
De rusticité USDA 8b à 10, on le reproduit par semis, ce qui réussit bien avec les noyaux qui ont passé l'hiver dehors au pied du jujubier. Leur germination est optimale en milieu humide à 23 °C.

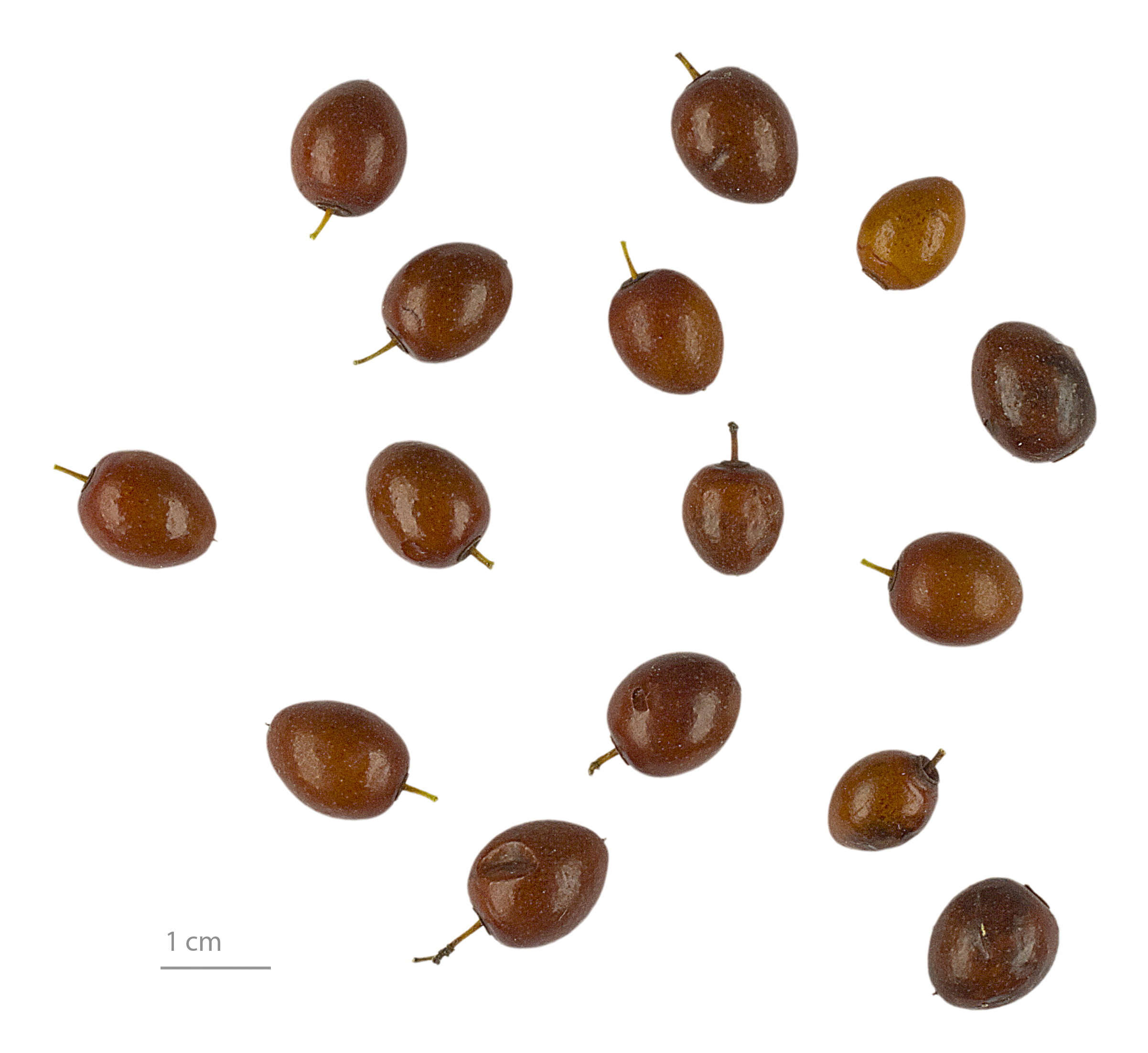
Fruits de Ziziphus lotus au muséum d'histoire naturelle de Toulouse.

Les recherches sur l'utilisation des composants du jujubier lotus et de son fruit, notamment les anti-oxydants, se multiplient en Afrique du Nord, en particulier en Tunisie et en Libye.